# Eugenia Maia
Eugenia Maia (nascida em 26 de abril de 1974) é uma ex-tenista profissional brasileira.
Maia competiu no circuito profissional na década de 1990 e conquistou sete títulos de duplas da ITF.
Em 1996 e 1997, ela foi membro da equipe da Fed Cup do Brasil, jogando partidas individuais em um total de cinco empates.
Em 2011, foi campeã de duplas do o circuito Masters Tour, em Curitiba, ao lado de Gisele Miró. O torneio trouxe de volta às quadras alguns dos ex-tenistas profissionais que haviam representado o Brasil na Copa Davis e já estiveram na lista dos top 100 mundiais da ATP.

## Final do Circuito ITF
| Torneios de $ 25.000 |
| Torneios de $ 10.000 |

### Individuais: 3 (0–3)
| Resultado   | N. | Data                   | Torneio            | Quadra | Oponente              | Pontuação |
| ----------- | -- | ---------------------- | ------------------ | ------ | --------------------- | --------- |
| Vice-campeã | 1. | 28 de novembro de 1994 | São Paulo, Brasil  | Dura   | Luciana Tella         | 3–6, 2–6  |
| Vice-campeã | 2. | 4 de setembro de 1995  | Medellín, Colômbia | Saibro | Mariana Diaz Oliveira | 4–6, 1–6  |
| Vice-campeã | 3. | 11 de dezembro de 1995 | São Paulo, Brasil  | Saibro | Meghann Shaughnessy   | 1–6, 1–6  |

### Duplas: 14 (7–7)
| Resultado   | N. | Data                   | Torneio                  | Quadra | Parceira           | Oponentes                                | Score            |
| ----------- | -- | ---------------------- | ------------------------ | ------ | ------------------ | ---------------------------------------- | ---------------- |
| Vice-campeã | 1. | 12 de agosto de 1991   | Belém, Brasil            | Dura   | Roberta Burzagli   | Alessandra Kaul Denia Salu               | 7–6(4), 3–6, 4–6 |
| Vencedora   | 1. | 19 de agosto de 1991   | Manaus, Brasil           | Dura   | Roberta Burzagli   | Stephanie Mayorkis Christina Rozwadowski | 6–4, 7–6(3)      |
| Vice-campeã | 2. | 26 de agosto de 1991   | Belo Horizonte, Brasil   | Saibro | Roberta Burzagli   | Denia Salu Andrea Vieira                 | 6–4, 5–7, 4–6    |
| Vencedora   | 2. | 3 de março de 1993     | Monterrey, México        | Saibro | Caroline Schuck    | Happy Ho Claudia Muciño                  | 7–6(6), 6–1      |
| Vencedora   | 3. | 4 de setembro de 1995  | Medellín, Colômbia       | Saibro | Mariana Díaz Oliva | Ximena Rodríguez Joanne Moore            | 6–3, 6–2         |
| Vencedora   | 4. | 18 de setembro de 1995 | Manizales, Colômbia      | Saibro | Mariana Díaz Oliva | Ximena Rodríguez Joanne Moore            | 6–4, 6–3         |
| Vice-campeã | 3. | 25 de setembro de 1995 | Guayaquil, Equador       | Saibro | Mariana Díaz Oliva | Bárbara Castro María-Alejandra Quezada   | 6–7(5), 1–6      |
| Vice-campeã | 4. | 20 de novembro de 1995 | São Paulo, Brasil        | Saibro | Luciana Tella      | Vanessa Menga Andrea Vieira              | 6–7(3), 3–6      |
| Vencedora   | 5. | 24 de junho de 1996    | Campo Grande, Brasil     | Dura   | Vanessa Menga      | Cristina Ferreira Suzana Rodriguez       | 1–6, 6–3, 6–3    |
| Vice-campeã | 5. | 14 de dezembro de 1997 | Bogotá, Colômbia         | Saibro | Larissa Schaerer   | Miriam D'Agostini Vanessa Menga          | 2–6, 2–6         |
| Vencedora   | 6. | 3 de maio de 1998      | San Severo, Itália       | Saibro | Romina Ottoboni    | Giana Gutiérrez Veronica Stele           | 1–6, 7–5, 7–5    |
| Vice-campeã | 6. | 26 de julho de 1998    | Lido di Camaiore, Itália | Saibro | Giana Gutiérrez    | Zuzana Hejdová Marijana Kovačević        | 2–6, 0–6         |
| Vice-campeã | 7. | 5 de outubro de 1998   | Montevidéu, Uruguai      | Dura   | Joana Cortez       | Zsófia Gubacsi Mariana López Palacios    | 6–3, 3–6, 4–6    |
| Vencedora   | 7. | 30 de agosto de 1999   | San Juan, Argentina      | Saibro | Romina Ottoboni    | Virginia Sadi Daniela Olivera            | 6–2, 6–2         |